# Isaiah Reese
Isaiah Reese (Miami, 13 dicembre 1996) è un cestista statunitense.